# Uladsimir Kaminski
Uladsimir Uladsimirawitsch Kaminski (belarussisch Уладзімір Уладзіміравіч Камінскі; * 18. April 1950 in Minsk, Weißrussische SSR) war ein sowjetischer Radrennfahrer aus Belarus und Olympiasieger im Radsport.

## Sportliche Laufbahn
Er war Teilnehmer der Olympischen Sommerspiele 1976 in Montreal. Dort wurde Kaminski Olympiasieger im Mannschaftszeitfahren mit der Auswahl der Sowjetunion (mit Waleri Tschaplygin, Aavo Pikkuus und Anatolij Tschukanow). Bei den UCI-Straßen-Weltmeisterschaften 1977 gewann er mit seinem Team in identischer Besetzung wie zu Olympia den Titel im Mannschaftszeitfahren, 1974, 1975 und 1978 dann jeweils die Silbermedaille. 1976 und 1980 siegte er auch bei den nationalen Meisterschaften im Mannschaftszeitfahren. 1979 gewann er den Prolog des britischen Milk Race.

## Berufliches
Zwischen 1996 und 1999 leitete er die Nationalmannschaft von Belarus als Trainer. Er promovierte zu einem Radsportthema und lehrte an der Belarussischen Staatlichen Universität für Sport.

## Familiäres
Seine beiden älteren Brüder Leonid und Anatoli waren ebenfalls Radrennfahrer.